# 우주 생명 상관론
역사적으로, 코스모바이롤로기에(Kosmobiologie)라는 용어는 독일의 의학 점성가 프리드리히 페어호프와 스위스의 통계학자 카를 크라프트에 의해 "과학적 근거로 행해지며 자연과학에 적합한 점성술의 갈래를 명명하기 위한" 더 일반적인 뜻으로써 사용되었다.
알프레트 비테의 중간점 점성술의 기법에 상당 부분 근거하는 라인홀드 에버틴의 저서의 번역 이후에 이 용어는 영어로 코스모바이올로지(Cosmobiology)로 알려졌다. 그것은 한국어로 우주 생명 상관론(宇宙 生命 相關論) 또는 우주생물론(宇宙生物論)으로 번역된다.
영어권에서는 에버틴이 설립한 점성술 학파를 지칭하는 데 코스모바이올로지라는 용어가 가장 빈번하게 사용된다. 비테의 함부르크 학파와 에버틴의 우주생명상관론 학파의 주요한 차이점은 우주생명상관론은 우라니아 점성술의 함부르크 학파와 실천가들에 의해 사용되는 가설의 해왕성 바깥 천체를 사용하지 않는다는 것이다. 다른 차이점으로는 우주생명상관론의 중요 범주는 의사 에버틴 박사의 의학 점성술로도 확대된다는 점이다.
우주생명상관론은은 출생 천궁도에서 점성학적 중간점과 8분위배수각들의 사용에 대한 비테의 궁국적이며 기본적인 강조가 계속되었는데, 비테와 에버틴이 함께 성립한 개인적 효력에 있어서 가장 유효한 각들은 합(0°)과 팔분위각(45°), 사분위각(90°), 삼배팔분위각(135°) 그리고 충 (180°)이다.
우주생명상관론적 분석에 있어서, 행성들은 (우라니아 점성술의 문자반 천궁도에서 파생된) 종종 코스모그램이라고 불리는 천궁도의 한 특정 형태 속으로 들어간다.
1940년에 독일의 점성가 라인홀드 에버틴에 의해서 우주생명상관론에 대한 기초 문헌 및 연구자료가 처음 출판되었다. 그 저서의 이름은 《별들의 효과의 조화(The Combination of Stellar Influences)》이며, 독일어 원본의 제목은 《Kombination der Gestirneinflusse》이다. 그 저서는 주로 알프레트 비테에 의한 그리고  《행성 겉보기의 규칙(Kombination der Gestirneinflusse)》의 초기판에서 많은 부분이 발췌되었고, 에버틴과 그의 동료들에 의해서 내용이 더 추가되었다.
에버틴은 우주생명상관론을 다음과 같이 정의한다.:
"우주생명상관론은 우주와 생물, 우주적 운율의 효과 그리고 사람의 주요한 움직임 사이에 가능한 상관성과, 그 사람의 잠재력과 성향, 성격 그리고 가능한 운명의 전환에 관한 과학적 규칙이다. 이것은 지구의 모든 식물과 동물의 삶에서 반영되는 그러한 상관성과 효과도 연구한다. 그러한 시도에 있어서, 우주생명상관론은 통계학과 분석 그리고 컴퓨터 프로그래밍과 같은 현대의 과학적 조사 기법을 사용한다. 그러나, 과학적 시도로 확장된 관점에서도 가장 중요한 것은 측정할 수 없는 소우주와 대우주의 상호 관계를 간과하지 않는 것이다."

우주생명상관론과 우라니아 점성술은 기술적으로 다른 진로로 발전되어오고 있지만, 그 둘 모두의 현저한 점은 본류의 고전 점성술에 대한 만연한 비판을 야기하는 문제가 되는 역사적인 점성학적 문헌에서 기록된 관측이나 추정을 단순히 영속화시키기보다는, 비판적 분석의 강조와 더 분명하게 측정되거나 관측될 수 있는 점성학적 상관성을 관찰하는 것에 의한 실험이다. 어떤 점성가들은 우주생명상관론이라는 용어가 고전 점성술에 대항하여 여러 가지의 애매함으로부터 그리고 잇따르는 만연한 편견으로부터 그것의 규칙을 분리시키기 위해서 특별히 만들어낸 것으로 추측해오고 있다.
영어로 출판한 우주생명상관론의 저명한 세명의 저자는 독일계 미국인 우주생명상관론자 엘레오노라 킴멜과 미국의 우주생명상관론자 아렌 오버 그리고 호주의 우주생명상관론자 도리스 그리브스이다. 그들은 모두 그들의 실질적 경험에 근거하여 우주생명상관론의 문헌들을 출판하였다.